# 佐藤タダヤス
佐藤 タダヤス（さとう ただやす、1984年10月6日 - ）は、日本の俳優である。青森県出身。エイジアプロモーション所属。旧芸名は佐藤 匡泰。
以前はグリーンメディアに所属していた。

## 出演

### テレビドラマ
- ごくせん 第3シリーズ（2008年）
- ROOKIES 第3話（2008年）
- インディゴの夜 第3話（2010年） - シュン 役
- ラッキーセブン（2012年）
- 恋なんて贅沢が私に落ちてくるのだろうか? 第4・6話（2012年）
- 37歳で医者になった僕〜研修医純情物語〜 第11話（2012年）
- 特命戦隊ゴーバスターズ 第18話（2012年）
- ボーイズ・オン・ザ・ラン 第6話（2012年）
- 町医者ジャンボ!! 第7話（2013年）
- 怪奇大作戦 ミステリー・ファイル 第1話（2013年、NHK BSプレミアム）
- S -最後の警官- 第1話（2014年）
- 隠蔽捜査 第1話（2014年） - 水戸健介 役
- 私の嫌いな探偵（2014年）
- ヤバい検事 矢場健〜ヤバケンの暴走捜査〜 第3作（2014年）
- 殺人偏差値70（2014年）
- ウルトラマンギンガS 第11話（2014年、テレビ東京） - 不良風の若者 役
- 若者たち2014 第9話（2014年）
- ビンタ! 〜弁護士事務員ミノワが愛で解決します〜 第3話（2014年） - 鉄男 役
- 天使のナイフ 第4話（2015年）
- 駅弁刑事・神保徳之助 第9作（2015年）
- 逃げるは恥だが役に立つ（2016年）
- テセウスの船（2020年） - 大貫公平 役
- 麒麟がくる（2020年、NHK大河ドラマ）
- 特捜9 season5 第1話（2022年） - 井伏治 役
- くるり〜誰が私と恋をした?〜 第1話（2024年4月9日） - 白井 役
- オクラ〜迷宮入り事件捜査〜 第3話（2024年10月22日、フジテレビ） - 石崎 役[2]
- D&D〜医者と刑事の捜査線〜 第5話（2024年11月15日、テレビ東京） - 坂井達郎 役[3]

### 映画
- クローズEXPLODE（2014年）
- シモキタブレイザー（2024年）[4]

### 広告
- キーコーヒー「ドリップしよう。」篇（2016年）
- 花王 クリアクリーン「超密着ワイド新発売」篇（2016年）